# Кемири, Юнас Хассен
Юнас Хассен Кемири (швед. Jonas Hassen Khemiri, в ранних переводах встречается написание фамилии Хемири; род. 27 декабря 1978, Стокгольм) — шведский писатель.

## Биография
Отец — из Туниса, мать — шведка, в семье говорили на шведском, арабском и французском языках. Изучал литературу в Стокгольме, мировую экономику в Париже. Как писатель дебютировал в 2003, его роман На красном глазу получил положительные отзывы критики, был распродан в количестве 200 тыс. экземпляров, инсценирован, экранизирован (2007, переведен на несколько языков.
В 2013 Кемири опубликовал в крупнейшей газете Швеции Dagens Nyheter открытое письмо министру юстиции Беатрисе Аск об этнических и расовых предрассудках в шведском обществе, получившее большой резонанс в Интернете.
Младший брат писателя — актёр Хамади Кемири (род. 1984).

## Произведения
- На красном глазу/ Ett öga rött (2003, роман)
- Монтекор: уникальный тигр/ Montecore: en unik tiger (2006, роман; премия Шведского радио, номинация на премию имени Стриндберга)
- Вторжение!/ Invasion! (2008, рассказы и пьесы; заглавная пьеса была поставлена в ФРГ, Великобритании, Франции, Норвегии)
- Så som du hade berättat det för mig (ungefär) om vi hade lärt känna varandra innan du dog (2011, текст для каталога выставки Исследования одной собаки)
- Jag ringer mina bröder (2012, пьеса)
- Все чего я не помню/ Allt jag inte minns (2015, роман)
- Отцовский договор/ Pappaklausulen (2018, роман)
- Сестры/ Systrarna (2023, роман)

## Признание
- Премия Энквиста — 2006
- Премия журнала Stockholm City — 2006
- Премия Ибсена — 2011
- Премия Аниара — 2013
- Августовская премия — 2015
- Finalist for the National Book Award — 2020
- Премия Медичи за лучшее переводное произведение (Prix Médicis étranger) за роман «Отцовский договор» — 2021

## Публикации на русском языке
- На красном глазу в журнале «Иностранная литература», 3/2007. Пер. К. Коваленко. ISSN 0130-6545
- Пьеса «Нас сотня» в сборнике «Свобода выбирать себя. Четыре новые шведские пьесы», М., 2015. Пер. М. Людковская. ISBN 978-5 91046-0052
- Уважаемая Беатрис Аск в журнале «Звезда», 2/2019. Пер. Н. Асеева. ISSN 0321-1878
- Все, чего я не помню (фрагмент романа) в журнале «Звезда», 2/2019. Пер. Ю. Григорьева. ISSN 0321-1878
- Все, чего я не помню, Пер. Ю. Григорьевой. М., ИД «Городец», 2021. ISBN 978-5 907358-69-0
- Отцовский договор. Пер. Н. Братовой. М., ИД «Городец», 2022. ISBN 978-5 907483-17-0